# Jeremy McNichols
Jeremy McNichols (Long Beach, California, 26 de diciembre de 1995) es un jugador profesional estadounidense de fútbol americano que se desempeña en la posición de running back en Washington Commanders, equipo de la National Football League (NFL).

## Carrera
Fue seleccionado en la quinta ronda en la Reunión Anual de Selección de Jugadores de la NFL de 2017. Hizo su debut profesional con el equipo San Francisco 49ers, en el cual jugó una temporada (2017-2018), después pasó por varios equipos, Indianapolis Colts (2018-2019), Jacksonville Jaguars (2019-2020), Tennessee Titans (2020-2022), posteriormente regresó a San Francisco 49ers (2023-2024), y finalmente pasó a Washington Commanders, donde lleva jugando una temporada.